# Devich Gergely
Devich Gergely (Budapest, 1998. június 26. –) magyar gordonkaművész.

## Pályafutása
Muzsikus családban nőtt fel, édesanyja Kovalszki Mária Liszt-díjas zongoraművész. Felmenői között, bővebb családjában számos zenész van, többek között két nagyszülője, Durkó Katalin zongoraművész, zenei rendező, és Devich János Liszt- és Bartók-Pásztory-díjas gordonkaművész, kiváló művész.
Nyolcévesen kezdett csellózni, hangszerét ő választotta. A zuglói Szent István Zeneiskolában Antók Zsuzsanna volt a tanára, majd 14 évesen felvették a Zeneakadémia előkészítő tagozatára, a különleges tehetségek osztályába, Mező László professzor osztályába. A Liszt Ferenc Zeneművészeti Egyetemen Mező László mellett Varga István is a tanára lett, 2022-ben diplomázott. Kamarazene tanárai Devich János, Gulyás Márta, Kováts Péter és Perényi Miklós volt. Részt vett Fenyő László, Adrian Brendel, Várdai István, Oleg Kogan, Gustav Rivinius, Reinhard Latzko, Lluis Claret, Pauk György és Marko Ylönen mesterkurzusain. 2022-ben felvették az egyetem Doktori Iskolájába.
Számos hazai és nemzetközi verseny díjazottja. Több alkalommal megnyerte a Friss Antal Országos Gordonkaversenyt. 2014-ben ő képviselte Magyarországot az Ifjú Zenészek Eurovíziós Versenyén Kölnben, ahol harmadik helyezett lett, ez minden idők eddigi legjobb magyar szereplése. Egyik győztese volt a Budapesti Fesztiválzenekar zeneiskolások számára kiírt versenyének, felléphetett az együttessel. Legnagóbanban első díjat nyert a Salieri Nemzetközi Zenei Versenyen.
Szólistaként fellépett Kocsis Zoltán, Kobajasi Kenicsiró, Vásáry Tamás, Keller András, Kovács János, Madaras Gergely, Rajna Martin és Fischer Iván vezénylete alatt. Már 13 évesen a Müpában Dohnányi Ernő csellóversenyének szólistája volt a Zuglói Filharmónia élén, Záborszky Kálmán vezényletével. Játszott a megújult Zeneakadémia megnyitó gálaestjén és a Budapesti Fesztiválzenekar 30 éves jubileumi koncertjén, valamint főszereplője volt a Zuglói Filharmónia Pastorale sorozata egyik koncertjének.
Fontos számára a kamarazene, a Korossy Vonósnégyes tagja, sokat játszik édesanyjával, Kovalszki Máriával, és művészbarátaival, többek között Ránki Fülöp, Balogh Ádám, Berecz Mihály zongoraművésszel, Osztrosits Éva, Korossy-Khayll Csongor, Tóth Kristóf, Stark János, Nyári László hegedűművésszel, Dolfin Balázs csellóművésszel, Farkas Míra hárfaművésszel. Fellépett már Kocsis Zoltán, Nicolas Altstaedt, Maxim Vengerov, Maxim Rysanov, Nobuko Imai, Várjon Dénes, Várdai István, Balázs János, Balog József, Kállai Ernő, Oláh Vilmos, Vigh Andrea, Gulyás Márta, Ábrahám Márta, Haruka Nagao, Langer Ágnes, Zempléni Szabolcs, Duleba Lívia, Razvaljajeva Anasztázia, Fejérvári Zsolt és a Pulzus Vonósnégyes partnereként is.

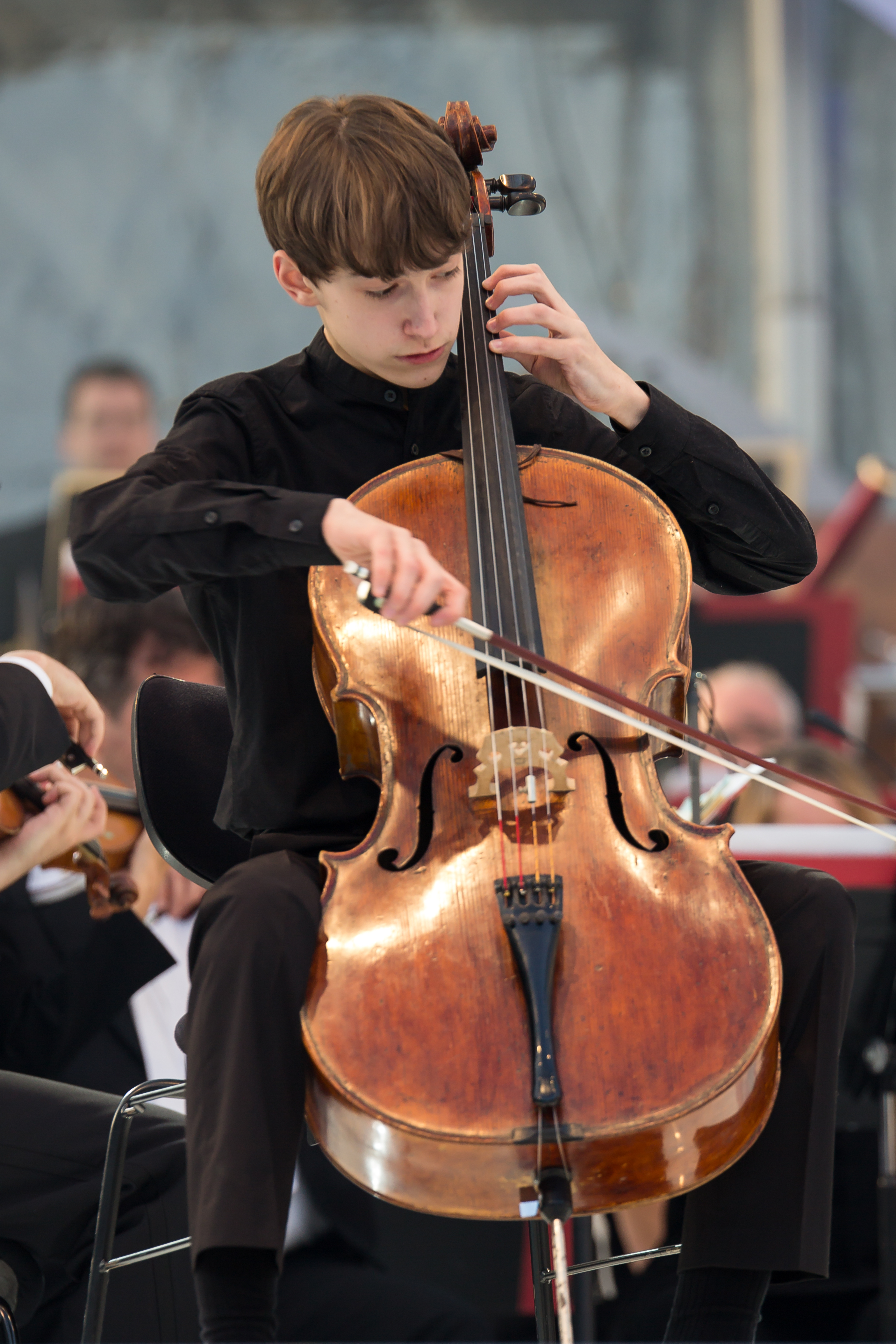
Devich Gergely a 2014-es Fiatal Zenészek Eurovíziója döntőjének főpróbáján

2015-ben és 2018-ban önálló estje volt a Zeneakadémián, 2015-ben megjelent első, Kovalszki Máriával közösen készített hanglemeze a Hungarotonnál (Adagio és Allegro). Fellépett a Bartók Tavaszon, a Kaposfesten, a Cziffra Fesztiválon, az Ars Sacra Fesztiválon, a kamara.hu sorozatban, az Altalena Fesztiválon Telkiben, a Pozsonyi Zenei Fesztiválon, a Fasori Zenés Estéken a fasori református templomban. Számos kamarakoncertje volt és felvétele készült a Bartók Rádióban.
Szólistaként játszott a Nemzeti Filharmonikusokkal, a Concerto Budapesttel, a MÁV Szimfonikusokkal, a Zuglói Filharmóniával, a Debreceni Filharmonikus Zenekarral, a Marosvásárhelyi Filharmóniával, a Győri Filharmonikus Zenekarral, valamint a Mendelssohn, az Anima Musicae és a Liszt Ferenc Kamarazenekarral is. Marosvásárhelyen, a Kultúrpalotában Antonín Dvořák Csellóversenyét játszotta.
2020 elején Robert Schumann Gordonkaversenyét adta elő a Magyar Rádió Szimfonikus Zenekarával, Vásáry Tamás vezényletével a Zeneakadémián. Ludwig van Beethoven Hármasversenyének három alkalommal is szólistája lehetett. Először a Concerto Budapest élén, Keller András vezényletével, Pusker Júlia és Balogh Ádám partnereként, majd a Nemzeti Filharmonikusokkal Martonvásáron, Szabadi Vilmossal és Fejérvári Zoltánnal, Bogányi Tibor irányításával. Ugyancsak ezt a művet a Müpában Maxim Vengerov és Ránki Fülöp partnereként szólaltatta meg a MÁV Szimfonikusok koncertjén, Christoph Campestrini vezényletével. 2021-ben a Zeneakadémián fellépett az MTVA Újévi Nyitány koncertjén Kovács János karmester irányításával. A Kocsis Zoltán emlékére első alkalommal megrendezett, a Magyar Klasszikus Zene Napján Bartók Brácsaversenyének cselló átiratát adta elő a Nemzeti Filharmonikus Zenekar élén, Madaras Gergely vezényletével. 2022-es diplomakoncertjén, a Zeneakadémia nagytermében Sosztakovics II. csellóversenyét játszotta a Győri Filharmonikusokkal, Rajna Martin vezényletével. 
Vonósnégyesével, a Korossy-kvartettel 2019-ben első díjat nyert az Országos Weiner Leó Kamarazenei Versenyen, azóta a vonósnégyes számos felkérést kapott, játszottak például a Budapesti Fesztiválakadémián, a kamara.hu-n, a veszprémi Auer Fesztiválon, az Echo Nyári Akadémián Fehérvárcsurgón, a Művészetek Völgyében Kapolcson. 2019-ben a Korossy-kvartett mutatta be a Bartók Világverseny zeneszerzői fordulójának győztes pályaművét, és játszhatott a 70 éves Eötvös Pétert köszöntő zeneakadémiai hangversenyen. A kvartett a zeneakadémiai Bartók Világverseny 2021-es vonósnégyes fordulójának döntőse volt, és a zsűri több különdíjjal jutalmazta.
Devich Gergely sikereit Junior Prima Díjjal (2014) és Cziffra Tehetség Díjjal (2017) ismerték el. 2011-ben Az év embere lett Zuglóban. Megkapta a Zeneakadémia Baráti Körének Concorde-díját is. Ösztöndíjasként részt vehetett a Bayreuthi Ünnepi Játékok több Wagner-előadásán, és kamarakoncerten is játszhatott Bayreuthban. 2022-ben elnyerte a Fischer Annie-ösztöndíjat, és a Korossy-kvartett tagjaként Kocsis Zoltán-díjat vehetett át kamarazenei kategóriában. 
Devich Gergely – Ránki Fülöppel együtt – az egyik főszereplője Petrovics Eszter A mi Kodályunk című, 2020-ban bemutatott fikciós dokumentumfilmjének, amely számos filmes elismerést kapott, az M5 és a mozik is vetítették.

## Díjak
- Az év embere kitüntetés, XIV. kerületi önkormányzat (2011)[8]
- Junior Prima díj (2014)[3]
- Cziffra Tehetség Díj (2017)
- Fischer Annie-ösztöndíj (2022)
- Kocsis Zoltán-díj (kamarazene kategória, 2022)

## További információ
- 2014-es Fiatal Zenészek Eurovíziója
- Adatlapja a zene.hu-n
- Devich Gergely a Fiatal Zenészek Eurovíziója előfordulójában
- Devich Gergely döntő előtti főpróbája
- Devich Gergely a Fiatal Zenészek Eurovíziója döntőjén